# Mike Coolen
Mike Coolen (Tilburg, Países Bajos, 9 de junio de 1974) es un baterista neerlandés. Es conocido por ser el actual bateristade la banda de metal sinfónico Within Temptation.

## Carrera musical
Su carrera inició a temprana edad tocando la batería, tras años tocando para una banda escolar, decide tomar clases en un conservatorio de los Países Bajos. Tras sus estudios participó en varias bandas como Chillburn, Brotherhood Foundation y Medicamento. El año 2005 fue llamado por Within Temptation para ser el percusionista en un concierto en particular, fue ahí donde se reunió con Ruud Jolie, con quien había estudiado en el conservatorio.
Tras la salida de Stephen van Haestregt de Within Temptation, Coolen se convierte en el baterista oficial de la banda a contar del año 2011. Paralelamente a Within Temptation, Mike Coolen participa en dos proyectos, Cloudmachine y Red Vultures.

## Discografía

### Within Temptation
Álbumes de estudio
- Hydra (2014)
- Resist (2019)

Como artista invitado
- Delain - The Human Contradiction (2014)
- Tarja - The Shadow Self (2016)
- Tarja - The Brightest Void EP (2016)